# 東京弁護士会
東京弁護士会（とうきょうべんごしかい、Tokyo Bar Association）とは、日本の52ある弁護士会（単位弁護士会）の1つで、東京都にある3つある単位弁護士会の1つである。略称は東弁（とうべん）。強制加入団体である日本の弁護士団体の中で、9,000人を超える東京の弁護士が所属する職能団体であり、日本最多の会員数の単位弁護士会である。他の2つよりも個人経営の弁護士が多く、外国特別会員の形で外国法事務弁護士も所属している。関東弁護士会連合会所属。

## 概要
東京都には、単位弁護士会として、東京弁護士会（東弁）のほか、第一東京弁護士会（一弁）・第二東京弁護士会（二弁）が存在し、所属する法律事務所が東京都内にある弁護士は、この3会のいずれか一つに所属する必要がある。
東京都のみ地方裁判所管轄区と無関係に複数の弁護士会があるのは、会のあり方をめぐる考えの違いにより分裂したためとされている。3つの弁護士会の事務局はもともと別々の場所にあったが、1995年の弁護士会館完成より同じ建物にあり、4から7階が東京弁護士会、8から10階が第二東京弁護士会、11から13階が第一東京弁護士会、15から17階に日本弁護士連合会である。
所属する弁護士の会費、弁護士会経由で受任した所属弁護士の負担金、照会請求手数料などを主な収入源としている。
会長の補助機関として50を超える委員会が存在し、所属する弁護士がそれぞれの委員会で会務の一環として対象分野に関する活動を行っている。

## 略歴
- 1880年（明治13年） - 東京代言人組合発足。大卒組とそれ以外の組合員の間で派閥抗争が勃発し、2つに分裂[5]。
- 1893年（明治26年）- 旧々弁護士法施行。1893年の旧弁護士法施行で代言人は弁護士という呼称になり、東京では2つに分裂していた代言人組合を無理矢理統合させて、同年5月27日に東京弁護士会発足[5]。
- 1923年（大正12年）5月8日 - 無理矢理統合されていたが、対立構造は変わらなかったので、東京弁護士会から大卒組が分裂する形で「第一東京弁護士会」を設立[5]。
- 1926年（大正15年） - 分裂状態を憂慮した東弁及び一弁の両方の会員の一部が、「第二東京弁護士会」を設立。以降から東京には3つの弁護士会が存在[4]。
- 1949年（昭和24年） - 現弁護士法に基づく弁護士会となる。日本で活動する弁護士に対する弁護士会への強制加入制度が開始[2]。
- 1995年（平成7年） - 新弁護士会館（東京都千代田区一丁目1番3号）完成。
- 1998年（平成10年） - 多摩支部設置。
- 2017年（平成29年）- 東京弁護士会会長に女性初となる渕上玲子が就任[9]。